# Plessis-Barbuise

Plessis-Barbuise este o comună în departamentul Aube din nord-estul Franței. În 1 ianuarie 2022 avea o populație de 183 de locuitori.